# 大葉木犀頂冠節蜱
大葉木犀頂冠節蜱（学名：Tegolophus magnutuberclus）为節蜱科頂冠節蜱屬下的一个种。